# أبو حفص بن عمرو
أبو حفص بن عمرو كان آخر أمير عربي لملطية قبل غزو الإمبراطورية البيزنطية في عام 934.
كان أبو حفص حفيد الأمير الشهير عمر بن عبد الله الأقطع، الذي كان حاكم مدينة ملطية من ثلاثينيات القرن التاسع حتى وفاته في معركة لالاكاون عام 863. كانت ملطية في عهد عمر واحدة من أهم الإمارات في منطقة الحدود (الثغور) بين الخلافة العباسية والإمبراطورية البيزنطية، وكان عمر نفسه أحد أكثر القادة المسلمين نشاطًا في الغارات والغارات المضادة الدائمة التي ميزت الحروب العربية البيزنطية. لكن الهزيمة الكارثية في لالاكاون حطمت قوة ملطية، وأعلنت بداية التقدم البيزنطي التدريجي في المناطق الحدودية. على مدى العقود القليلة التالية، هُزم حلفاء الإمارة البيلكنانية وإمارتهم في تيفريك وتم ضمهم، وغُزيَت سلسلة من الحصون، التي غالبًا ما كان يحرسها الأرمن، المنطقة الجبلية المحيطة بالمدينة. ابتداءً من عام 927، وبعد تأمين حدودهم الأخرى، ركز البيزنطيون، بقيادة الجنرال يوحنا قورقيس [الإنجليزية]، مواردهم ضد العرب. فشلت المحاولات الأولى للاستيلاء على ملطية في عامي 927 و928، لكن القوات البيزنطية، المتمركزة في الحصون المحيطة بالمدينة، قامت مرارًا وتكرارًا بتدمير ريفها وتخريبها وقطعت عنها المساعدة.
وكان أبو حفص أميرًا للمدينة أثناء هجمات قورقيس. وفي ربيع/صيف عام 931، شن قورقيس هجومًا آخر على ملطية وحاصرها. ودخل أبو حفص وقائد حاميته أبو الصلت في مفاوضات مع قورقيس، الذي أرسلهم إلى الإمبراطور رومانوس الأول ليكابينوس في القسطنطينية. استقبل الإمبراطور السفارة بكل حفاوة وتكريم، وسمح للأمير بالاحتفاظ باستقلاليته، في مقابل أن يصبح تابعًا لبيزنطيًا ويضطر إلى توفير القوات للسير جنبًا إلى جنب مع البيزنطيين ضد الإمارات العربية الأخرى في المنطقة. لكن أبو حفص توفي بعد ذلك بفترة وجيزة، وبمساعدة القوات العباسية بقيادة سعيد بن حمدان، الذي دخل المدينة في تشرين الثاني 931، تخلى مواطنو ملطية عن المعاهدة. استأنف ثورقيس ومساعده الأرمني ميلياس [الإنجليزية] هجماتهما، وسقطت المدينة في 19 أيار 934. أُمر سكان المدينة إما باعتناق المسيحية أو الطرد، وضُمّت ملطية إلى الإمبراطورية البيزنطية.
التسلسل الزمني الدقيق للأحداث غير واضح في المصادر؛ حيث ذكر ابن الأثير تاريخ 931 لأول استسلام لقورقيس للمدينة، في حين أن المؤرخين البيزنطيين أقل دقة. ونتيجة لذلك، يضع بعض المؤرخين، مثل ستيفن رانسيمان ووارن تريدجولد ، الاستسلام الأول للمدينة بعد الهجمات الأولى في عام 927/928، ووفاة أبو حفص أيضًا في نفس التاريخ تقريبًا.